# Messaggio d'insediamento di Enrico de Nicola

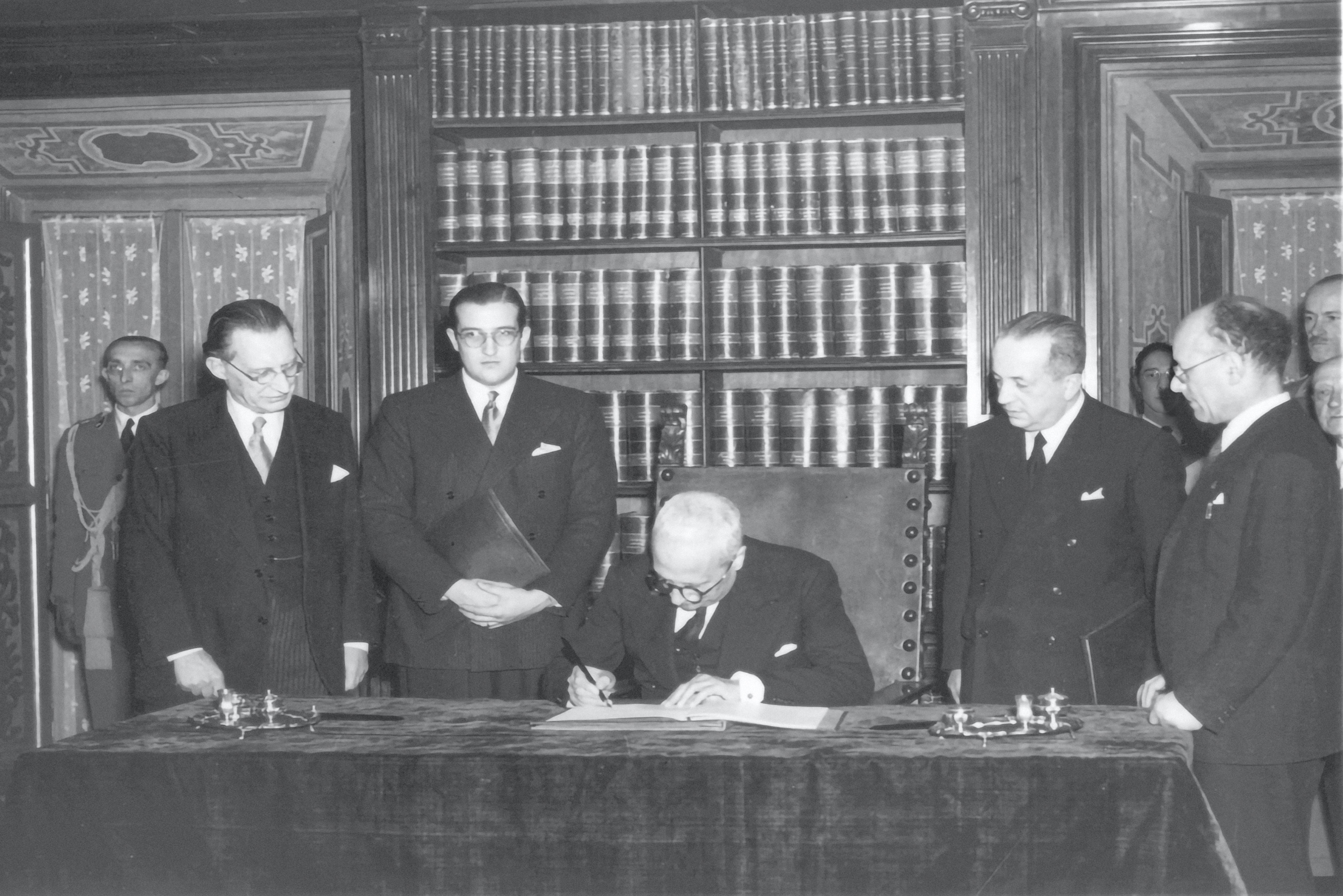
Enrico De Nicola firma la Costituzione il 27 dicembre 1947

Il messaggio di insediamento di Enrico De Nicola alla carica di Capo provvisorio dello Stato repubblicano italiano fu letto all'Assemblea Costituente il 15 luglio 1946 dal suo presidente Giuseppe Saragat.
L'Italia era da poco divenuta una repubblica, a seguito dei risultati del referendum istituzionale del 2 giugno 1946. De Nicola era stato eletto Capo provvisorio dello Stato dall'Assemblea, nella sua prima riunione del 28 giugno 1946, in base all'art. 2, D.L.Lgt. n. 98/1946.

## Eventi che produssero la forma repubblicana dello Stato italiano
All'annuncio dell'armistizio di Cassibile, l'8 settembre 1943, Vittorio Emanuele III, la corte e il governo Badoglio fuggirono da Roma a Brindisi. Nel frattempo l'Italia precipitò nel caos e, in poco tempo, fu occupata dai tedeschi, con l'eccezione di quelle parti già in mano agli alleati. Il 9 settembre, a Roma, si era clandestinamente costituito il Comitato di Liberazione Nazionale (CLN): ne facevano parte il Partito Comunista Italiano, il Partito Socialista Italiano di Unità Proletaria, Democrazia del Lavoro, il Partito d'Azione, la Democrazia Cristiana e il Partito Liberale Italiano.
Nell'aprile del 1944, su iniziativa del segretario del PCI, Palmiro Togliatti, si ebbe la cosiddetta svolta di Salerno finalizzata a trovare un compromesso tra partiti antifascisti e monarchia, che consentisse la formazione di un governo di unità nazionale, accantonando temporaneamente la questione istituzionale. L'iniziativa si concluse con l'accettazione di una mediazione di Enrico De Nicola concernente il trasferimento di tutte le funzioni ad Umberto di Savoia, quale Luogotenente del Regno e l'indizione di una consultazione elettorale per un'Assemblea Costituente e la scelta della forma dello Stato solo al termine della guerra.
Il 16 marzo 1946 il principe Umberto, con D.L.Lgt. n. 98, come previsto dall'accordo del 1944, dispose che la forma istituzionale dello Stato sarebbe stata decisa mediante referendum da indirsi contemporaneamente alle elezioni per l'Assemblea Costituente.
Il referendum per scegliere fra monarchia o repubblica ebbe luogo nella giornata del 2 giugno e la mattina del 3 giugno 1946. I voti validi in favore della soluzione repubblicana furono circa due milioni più di quelli per la monarchia. Nello specifico, i risultati ufficiali del referendum istituzionale furono: repubblica voti 12 718 641 (pari a circa il 54,27% delle schede convalidate), monarchia voti 10 718 502 (pari a circa il 45,73% delle schede convalidate).
I ricorsi della parte soccombente furono respinti dalla Corte di cassazione il 18 giugno 1946.

## Elezione di Enrico De Nicola
L'elezione di De Nicola a capo provvisorio dello Stato fu il frutto di un lungo lavoro diplomatico fra i vertici dei principali partiti politici, i quali avevano convenuto che si dovesse eleggere un presidente capace di riscuotere il maggior gradimento possibile presso la popolazione affinché il trapasso al nuovo sistema fosse il meno traumatico possibile. De Nicola fu proposto dalle sinistre e dai laici, in contrapposizione al candidato della DC e delle destre Vittorio Emanuele Orlando.
Fu eletto dall'Assemblea Costituente capo provvisorio dello Stato al primo scrutinio, il 28 giugno 1946 con 396 voti su 501 votanti e 573 aventi diritto (69,1%), e assunse la carica il 1º luglio, giurando solennemente fedeltà alla Repubblica italiana.

## Contenuto del messaggio letto alla Costituente
Il successivo 15 luglio, De Nicola inviò il suo messaggio d'insediamento alla nazione, che fu letto all'Assemblea Costituente dal suo Presidente Giuseppe Saragat.
Il discorso si aprì ripetendo la formula del giuramento e la dichiarazione del nuovo Capo dello Stato di ispirarsi, per lo svolgimento delle sue funzioni, al solo ideale di servire con fedeltà e con lealtà il Paese.
Di seguito, il Capo dello Stato rappresentò l'importanza e le difficoltà del periodo storico che si stava aprendo per l'Italia, facendo un appello all'unità della nazione:
Non mancò di indirizzare un monito ai partiti politici:
Nel nucleo centrale del discorso, il Capo dello Stato toccò le corde del patriottismo nazionale, auspicando una vera pace tra i popoli nel segno della giustizia:
Il Capo provvisorio proseguì dando anche indicazioni ai costituenti sui principi che avrebbero dovuto informare la nuova Costituzione:
Infine, il messaggio si concluse con un augurio di speranza per i destini dell'Italia.

## Principali atti della presidenza De Nicola
Il 4 settembre 1947, De Nicola ratificò il Trattato di pace con le potenze alleate. 
Il 27 dicembre dello stesso anno, promulgò la Costituzione della Repubblica Italiana.
Con l'entrata in vigore della Carta costituzionale, il 1º gennaio 1948, De Nicola esercitò le attribuzioni e assunse il titolo di presidente della Repubblica Italiana, a norma della prima disposizione transitoria della stessa.
Il 12 maggio 1948, a seguito dell'elezione di Luigi Einaudi alla carica di Presidente della Repubblica, De Nicola cessò formalmente dalle funzioni.